# Thunbergia leucorhiza
Thunbergia leucorhiza är en akantusväxtart som beskrevs av Raymond Benoist. Thunbergia leucorhiza ingår i släktet thunbergior, och familjen akantusväxter. Inga underarter finns listade i Catalogue of Life.